# Gertie Fröhlich

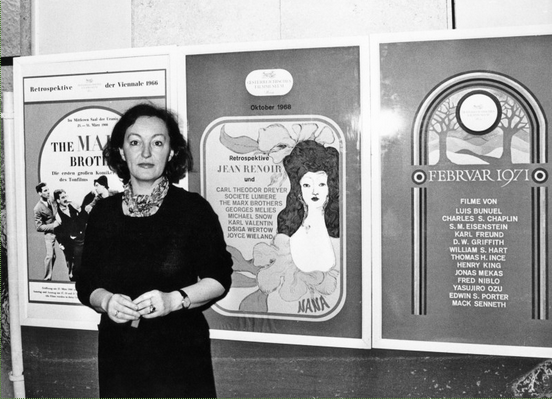
Gertie Fröhlich

Gertie Fröhlich (* 29. Juni 1930 in Kláštor, Slowakei; † 17. Mai 2020 in Baden, Österreich) war eine österreichische Malerin, Grafikerin und Initiatorin der Galerie nächst St. Stephan in Wien. Sie war eine wichtige Figur in der österreichischen Malerei- und Experimentalfilmwelt der Nachkriegszeit, wo sie oft hinter den Kulissen zahlreiche Künstler und Institutionen unterstützte.

## Leben
Am 29. Juli 1930 wurde Gertie Fröhlich in Červený Kláštor, Tschechoslowakei, geboren, wo sie auf einer Forellenfarm aufwuchs. Aufgrund der Vertreibung der deutschsprachigen Bevölkerung flieht ihre Familie mit ihr 1944 nach Vöcklabruck zu Verwandten.
Nach dem Besuch der Kunstgewerbeschule in Graz bei dem expressionistischen Maler Rudolf Szyszkowitz zieht Fröhlich nach Wien, wo sie an der Akademie der bildenden Künste Wien bei Albert Paris Gütersloh studiert (Diplom 1956).
Gertie Fröhlich stand im Zentrum der Aktivitäten der Wiener Avantgarde der 1950er und 1960er Jahre, sie war Initiatorin und eine treibende Kraft der Galerie nächst St. Stephan und ihre Wiener Wohnung ein Treffpunkt für Künstler und Künstlerinnen wie Wolfgang Hollegha, Markus Prachensky, Josef Mikl, Arnulf Rainer, Hans Hollein, Al Hansen, Martha Jungwirth, Kiki Kogelnik, oder Peter Kubelka.
1956 erhielt sie den Herbert-Boeckl-Preis der Akademie der bildenden Künste. Von 1964 bis 1984 schuf sie mehr als 100 Plakate für die Retrospektiven des Österreichischen Filmmuseums. Fröhlichs Entwürfe belegten über mehrere Jahre hinweg bei den US-amerikanischen The Hollywood Reporter’s Annual Key Art Awards die ersten Plätze. Das Logo des Filmmuseums, das Phantasiewesen Zyphius, fand sie bei der Recherche in einer Abhandlung über Fabelwesen aus dem Jahr 1558.
Studienaufenthalte in Ägypten hatte sie im Jahr 1982 und 1988 als Mitarbeiterin des Ägyptologischen Institutes der Universität Wien. 1982 verlieh ihr die Stadt Wien den Preis der Stadt Wien für angewandte Kunst. 2005 erschien anlässlich einer Ausstellung ihrer Plakate für das Österreichische Filmmuseum 1964–1984 in der Galerie Ulysses eine Katalogpublikation mit Texten von John Sailer und Peter Huemer.
Gertie Fröhlich verstarb am 17. Mai 2020 in Baden.

## Galerie nächst St. Stephan
Im Sommer 1954 fand sie eine vorübergehende Anstellung als Sekretärin bei der Katholischen Aktion des damaligen Priesters und späteren Monsignore Otto Mauer. Dort bemerkte sie Mauers Vorliebe für das Sammeln von Kunstwerken und freundete sich mit Eva Kallir an, der Tochter des renommierten österreichischen Sammlers Otto Kallir. Aufgrund seiner jüdischen Herkunft war er nach dem Anschluss gezwungen, Wien zu verlassen und seine Galerie, die Neue Galerie, aufzugeben.
Nach dem Krieg wollte Kallir die Galerie seiner Tochter überlassen, die jedoch diesen Berufsweg nicht einschlagen wollte. Fröhlich selbst wollte die Galerie leiten, galt aber als zu jung. Sie überzeugte Mauer die Galerie zu übernehmen und ihr das Kuratieren und Organisieren der Ausstellungen zu überlassen. Monsignore Mauers Vision für die Galerie bestand darin, sie in einen katholischen Raum zu verwandeln und seine Sammlung grafischer und gemalter Werke zu katholischen oder sozialistischen Themen auszustellen. Fröhlich hatte andere Pläne. Als Studentin der Akademie war sie in der einzigartigen Lage, Mauer ihre Künstler Kollegen vorzustellen.
So initiierte und kuratierte sie beispielsweise die erste „Weihnachtsausstellung junger Künstler“, die zu einer wiederkehrenden Veranstaltung in der Galerie wurde. Obwohl Mauer als Vorbote der Wiener Nachkriegsavantgarde gilt, war es Gertie Fröhlich, die die Umwandlung der relativ konservativen, katholisch gesinnten Galerie in den experimentellen Raum initiierte, für den sie heute gepriesen wird.

## Ausstellungen
1969 wurde anlässlich des zehnjährigen Jubiläums der Museumseröffnung eine Feier organisiert, die einen Filmmarathon und eine Ausstellung von Fröhlichs Plakaten beinhaltete. Das British Film Institute zeigte 1975 und 1978 ihre Filmplakate im National Film Theatre in London.
1974 hatte Fröhlich ihre erste Einzelausstellung in der Galerie am Rabensteig. 1985, hatte Fröhlich ihre zweite Einzelausstellung in der Peter Pakesch Galerie. Die österreichische Schriftstellerin Friederike Mayröcker steuerte das Stück „Profilblüte einer Frau (für Gertie Fröhlich)“ zum Ausstellungskatalog bei. 1987 organisierte die Galerie Schwarz auf Weiß in Kreuzberg ebenfalls eine Einzelausstellung mit Werken Fröhlichs.
Fröhlichs enger Freund, der österreichische Künstler André Heller, lud sie ein, ihre Eat-Art-Objekte in seinem Vergnügungspark für moderne Kunst mit dem Titel „Jahrmarkt der modernen Kunst, Luna Luna“ zu zeigen. Die beiden Künstler waren langjährige Freunde und hatten schon öfters zusammen gearbeitet, Anfang der 1970er Jahre bat Heller Fröhlich eines seiner Albumcover zu gestalten. Heller beauftragte Fröhlich mit der Gestaltung einer Attraktion zur Ausstellung von Fröhlichs Eat-Art-Objekten für die Veranstaltung, die vom 4. Juni bis zum 31. August 1987 in Hamburg stattfand. Weitere teilnehmende Künstler waren unter anderem Jean-Michel Basquiat, Keith Haring, Roy Lichtenstein, Salvador Dalí und Sonia Delaunay. Heller wollte „einen Vergnügungspark schaffen, der von den bedeutendsten Künstlern der Zeit gestaltet wurde“. Für Heller gehörte Fröhlich zu dieser Kategorie von Künstlern.
Im Oktober 1987 lud die Branca Gallery, Inc. in Chicago Fröhlich ein, ihre Eat-Art-Objects auszustellen. Der Senior Vice-President von Tiffany’s in Chicago stellte die Eat-Art-Objekte von Fröhlich in seinen alljährlichen Weihnachtsfensterdekorationen aus. 1988 lud das American Craft Museum Fröhlich ein, an der Ausstellung „The Confectioner’s Art“ teilzunehmen, die ausschließlich aus essbaren Kunstwerken bestand.
1988 hatte sie eine Einzelausstellung in der Atelier Galerie in Vöcklabruck.
1991 war sie Teil der Gruppenausstellung „20 Jahre Moderne Kunst am Rabensteig“ in der Neuen Galerie in Wien.
1993 verlieh ihr die Stadt Wien die Ehrenprofessur für ihre Verdienste in der Kunst.
Im Jahr 2005 organisierte Fröhlichs enger Freund und Fürsprecher John Sailer eine Retrospektive ihrer Filmplakate in seinem gemeinsamen Ausstellungsraum, der Galerie Ulysses. Es war ihre letzte Ausstellung vor ihrem Rückzug im Jahr 2017 in das Altersheim der Künstlerin Hilde Wagener in Baden bei Wien.
2023–2024 zeigt das Museum für Angewandte Kunst Wien die Retrospektive Gertie Fröhlich (In)Visible Pioneer und präsentiert ihr Gesamtkunstwerk: Künstlerin, Handwerkerin, Eat-Art-Aktivistin, Grafikdesignerin und einflussreiche Netzwerkerin der Wiener Nachkriegsmoderne. Die Ausstellung wird kuratiert von Kathrin Pokorny-Nagel in kreativer Zusammenarbeit mit Marieli Fröhlich. Während der Ausstellung wird der Film WAS IST DENN LOS? Kunst im Leben von Gertie Fröhlich, (2023), ein Dokumentarfilm ihrer Tochter, der Filmemacherin Marieli Fröhlich gezeigt.
Die Regisseurin interviewte über 20 Künstler, Wegbegleiter und Kunsthistoriker, darunter Peter Kubelka, Rudolf Polanszky, Elisabeth Samsonov, Peter Pakesch, Barbara Steffen und John Sailer, deren Erinnerungen die Themen und Kontroversen rund um Gertie Fröhlich‘s Status als Künstlerin verhandeln und ihren Einfluss aufzeigen, den sie schon als 20-Jährige auf die Wiener Avantgarde der Nachkriegszeit hatte. Im Verlauf des Films spitzen sich diese Widersprüche zu; Ist die Existenz der bedeutendsten österreichischen Nachkriegsgalerie Nächst St Stephan Gertie Fröhlich zu verdanken oder war sie lediglich der „gute Geist“ und Sekretärin? War ihre Nacherzählung griechischer Mythen eine Analogie zu ihrer Vision einer befreiten matriarchalen Psyche – eine Position von gleicher Bedeutung, wie die Manifestationen und Deterritorialisierungen des Körpers, durch österreichische, feministische Künstlerinnen?